# Bivacco Bonvecchio
Il bivacco Cima Sassara - "Fratelli Bonvecchio" è un bivacco di proprietà della SAT nel comune di Dimaro Folgarida.
Si trova nei pressi di Cima Sassara a 2790 m s.l.m., lungo il filo di cresta della catena settentrionale del Gruppo di Brenta (il cui nome standard SOIUSA è Catena Pietra Grande-Sasso Rosso).
Sorge lungo il percorso alpinistico Sentiero Costanzi (o Sentiero delle Cime), unico percorso SAT del nelle vicinanze e per il quale svolge l'importante ruolo di punto d'appoggio strategico visto la lunghezza e la complessità del tracciato.

## Storia
Il bivacco è dedicato ai fratelli Emilio e Settimo Bonvecchio, alpinisti trentini deceduti nel 1969 rispettivamente in seguito alla caduta dal Diedro Sud-Ovest del Croz dell'Altissimo e per un incidente aviatorio.
Venne eretto dagli uomini della Forestale di Cavalese per conto della Regione Trentino-Alto Adige e donato alla SAT nel 1972, in occasione del centenario di fondazione del sodalizio.
La costruzione, in legno, ha un rivestimento esterno in lamiera.

## Caratteristiche e informazioni
La costruzione, in legno, ha un rivestimento esterno in lamiera.
Dispone ufficialmente di 6 posti letto ma, viste le dimensioni interne del bivacco nonché la sovrabbondanza di materassi, in caso di necessità i posti letto possono essere maggiori.
A volte è possibile trovare acqua di fusione nei pressi del bivacco che esce dalle rocce di fronte all'entrata, da una piccola fontanella.

## Accessi
Trovandosi lungo il Sentiero Costanzi, che collega unicamnete il Passo di Pra Castron (2503 m s.l.m.) alla Bocchetta di Val Gelada (2676 m s.l.m.), si può accedere al bivacco a partire da uno di questi due punti.

Accesso dal Passo di Pra Castron con partenza da:
- dal Rifugio Peller (2022 m), per il Pian de la Nana in circa 9 ore;
- dal Lago di Tovel (1178 m), per la Val Madris in circa 7 ore;
- da Malga Tuena (1738 m), per la Val Madris in circa 6 ore;
- da Carciato (776 m), per la Val Meledrio in circa 8 ore.

Accesso dalla Bocchetta di Val Gelada con partenza da:
- dal Passo del Grostè (2442 m) per il Sentiero Vidi in circa 4 ore;
- dal Rifugio Graffer (2261 m), per gli Orti della Regina in circa 4 ore;
- da Campo Carlo Magno (1680 m), per la Val Gelada di Dimaro in circa 5 ore;
- da Malga Tuena (1738 m), per la Val Gelada di Tuenno in circa 4 ore;
- dal Lago di Tovel (1178 m), per la Val de le Glare in circa 6 ore.

## Ascensioni
Tutte le vette del Sentiero delle Cime/Via Ferrata Costanzi sono facilmente raggiungibili con deviazioni dal sentiero di 10-15 minuti, da nord verso sud sono:
- Cima Benon (2684 m);
- Cima Tuena (2679 m);
- Col del Vento (2755 m);
- Cima delle Livezze (2780 m);
- Cima Rocca (2831 m);
- Cima Paradiso (2815 m);
- Cima Sassara (2894 m);
- Sasso Alto (2897 m).

A queste si aggiungono le vicine:
- Corno di Flavona (2914 m) e Corno di Denno (2873 m) che formano il Gran de Formenton (grano di frumento tradotto dal dialetto noneso);
- Cima Vagliana (2865 m);
- Pietra Grande (2935 m).

Anche tutte le altre cime non citate del sottogruppo Catena Sasso Rosso-Pietra Grande possono essere raggiunte (con diverse difficoltà) partendo dal bivacco.

## Traversate
Le traversate coincidono con le vie di accesso.
Le vie ferratte o sentieri alpinistici che possono essere percorsi a partire da questo bivacco sono:
- Via ferrata Costanzi/Sentiero delle Cime;
- Via Ferrata del Salto di Val Gelada;
- Via ferrata delle Palette;
- Via ferrata Vidi.

## Galleria d'immagini

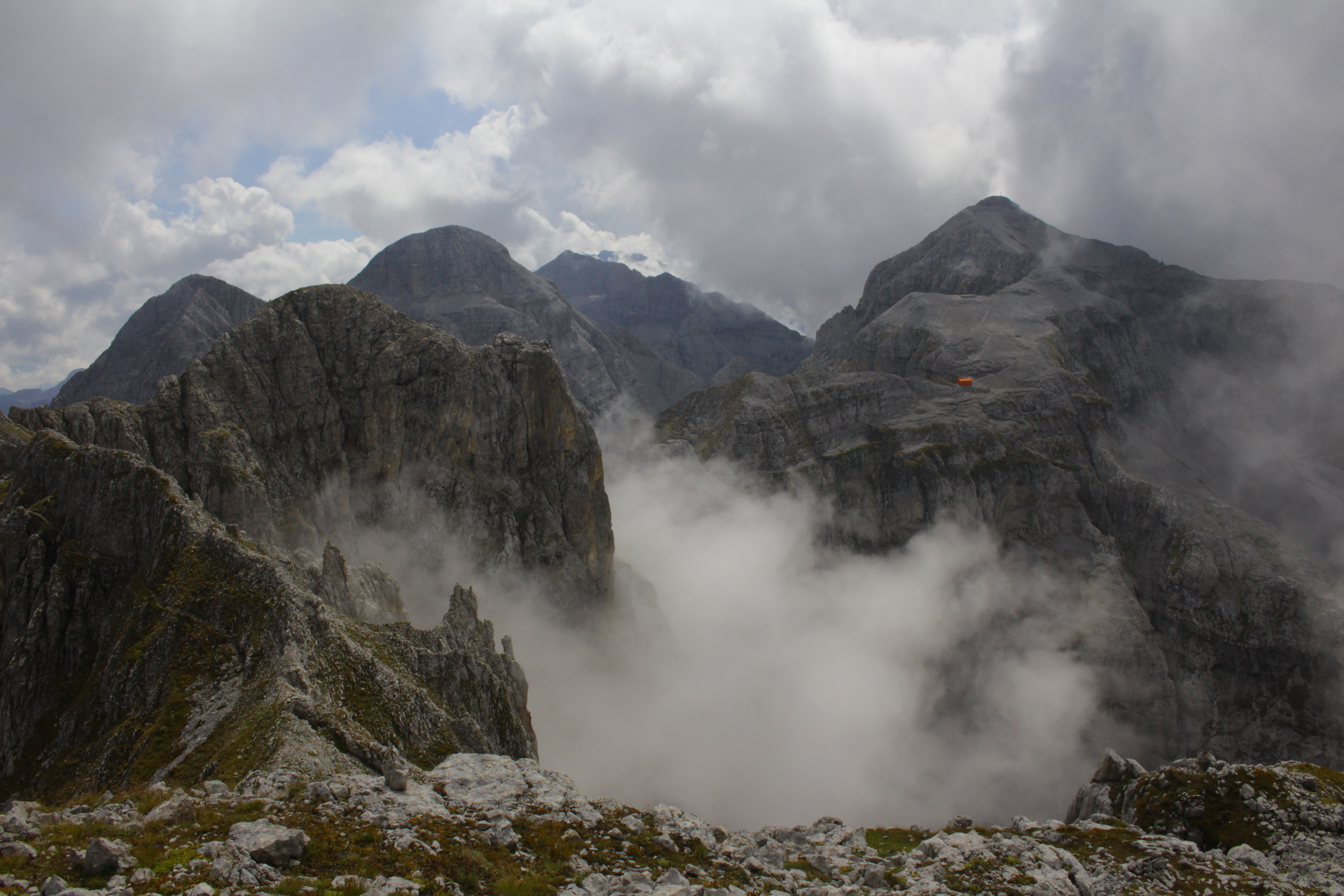
Tratto Sud del Sentiero delle Cime, Catena Sasso Rosso-Pietra Grande
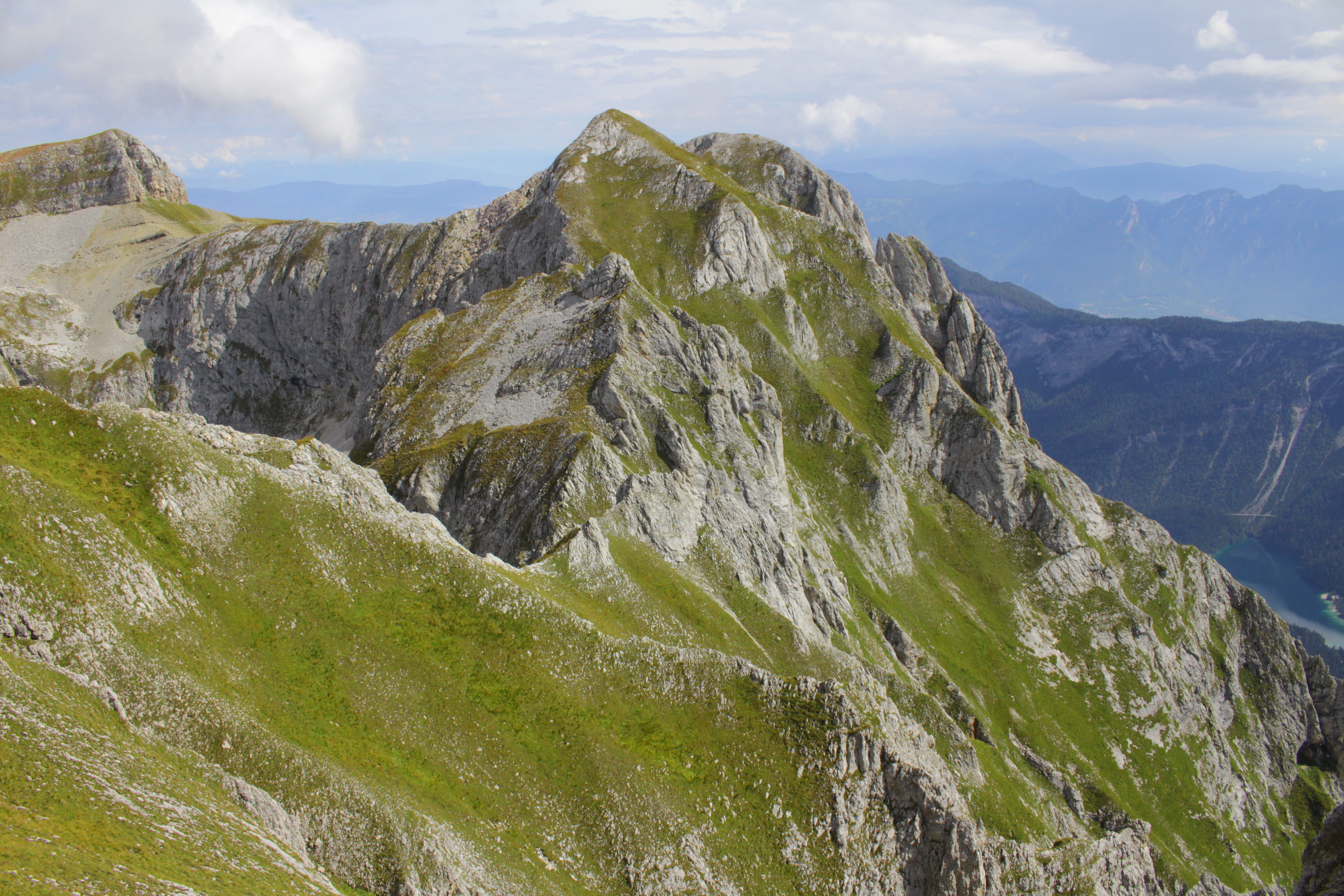
Tratto Nord del Sentiero delle Cime, Catena Sasso Rosso-Pietra Grande
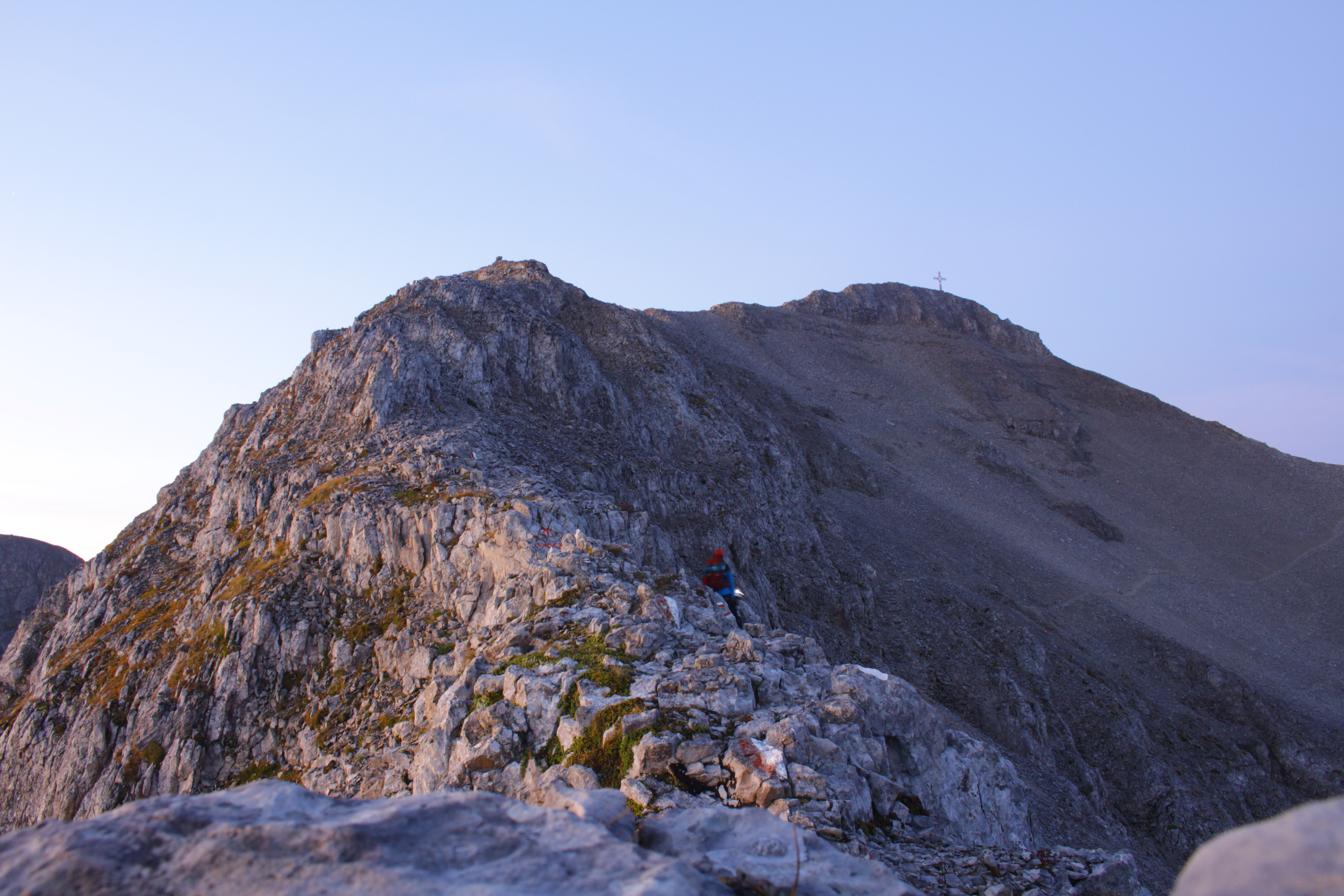
Cima Sassara vista dal Bivacco Bonvecchio
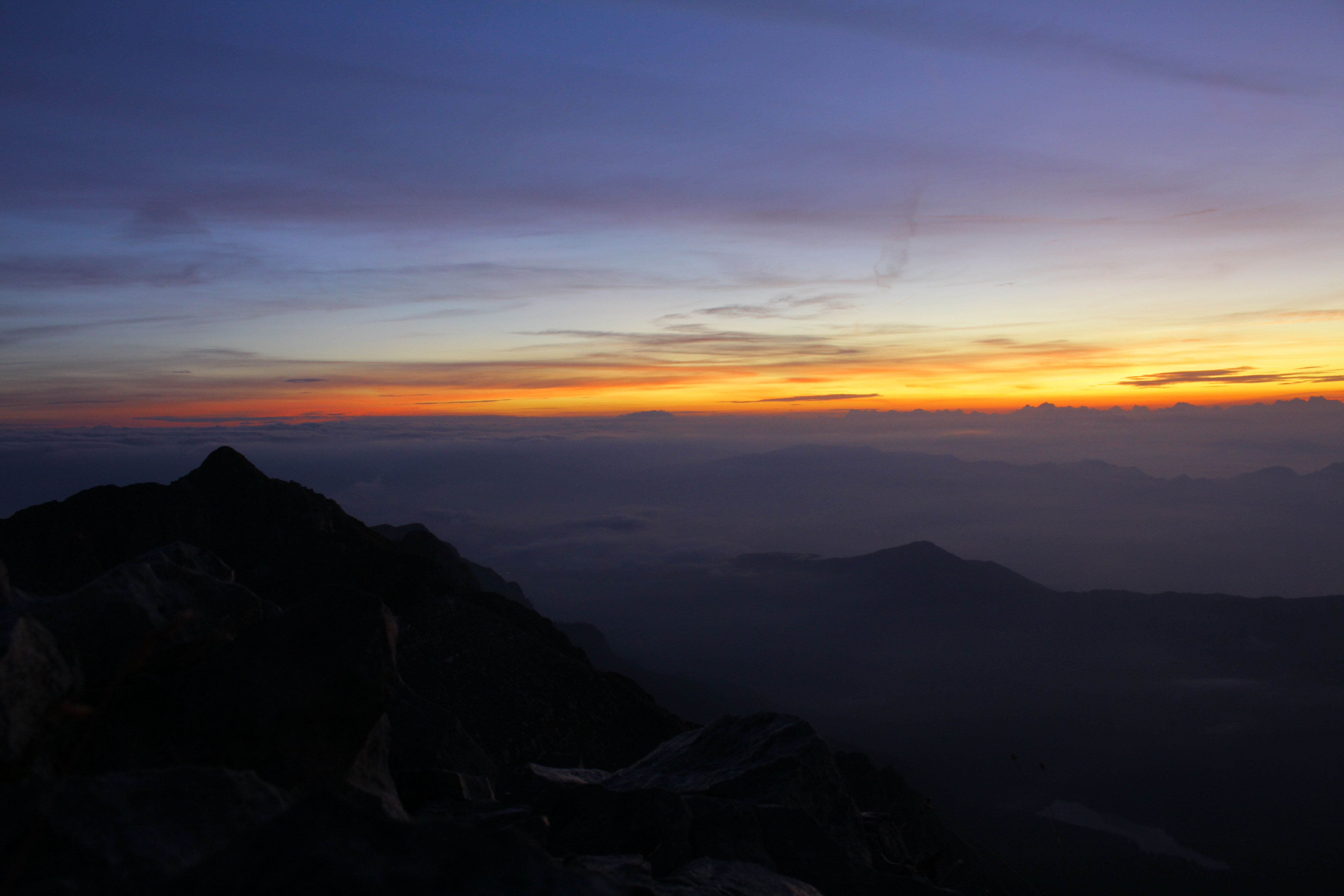
Alba a Nord-Est vista nei pressi del Bivacco Bonvecchio